# Riley (film)
Riley je americký dramatický film z roku 2023, který režíroval Benjamin Howard podle vlastního scénáře. Film měl světovou premiéru na Mezinárodním filmovém festivalu v Calgary 24. září 2023.

## Děj
Středoškolský fotbalista Dakota Riley je hvězdou místního klubu a očekává se, že ho čeká skvělá budoucnost. Na tuto cestu ho přivedl jeho ambiciózní otec Carson, bývalý ligový hráč, který ho trénuje. Riley má kamarády, přítelkyni a zdá se, že má všechny oblasti svého života pod kontrolou. To je však pouze Dakotova póza navenek. Riley je ve skutečnosti gay, ale sám si to odmítá přiznat. Snaží se udržet iluzi dokonalosti, ale musí bojovat se svými stále silnějšími pocity.

## Obsazení
| Jake Holley             | Dakota Riley           |
| Colin McCalla           | Jaeden Galloway        |
| Riley Quinn Scott       | Skylar Braxton         |
| Connor Storrie          | Liam Hauser            |
| Rib Hillis              | Carson Riley           |
| J.B. Waterman           | starší muž             |
| René Ashton             | Miriam Riley           |
| Marcus Winchester-Jones | Desmond                |
| Nigel Siwabessy         | Hector                 |
| Dallas Perry            | Caleb Mitchell         |
| Alyssa Latson           | Courtney               |
| Caroline Amiguet        | učitelka francouzštiny |
| Miranda Guiles          | studentka              |
| Hunter Linton           | hráč fotbalu           |
| Jose Rico               | hráč fotbalu           |
| Sadie Scott             | student                |
| Luca Vega               | hráč fotbalu           |
| Kaleti Williams         | trenér Drey            |

## Ocenění
- Bentonville Film Festival: nominace v soutěži celovečerních filmů
- Mezinárodní filmový festival Calgary: nominace v mezinárodní soutěži celovečerních filmů (Benjamin Howard)